# Hidalgotitlán (kommun)
Hidalgotitlán är en kommun i Mexiko.   Den ligger i delstaten Veracruz, i den sydöstra delen av landet, 500 km öster om huvudstaden Mexico City.
Följande samhällen finns i Hidalgotitlán:
- Hidalgotitlán
- Cahuapan
- San Carlos
- Licenciado Gabriel Ramos Millán
- El Macayal
- Arroyo de la Palma
- El Zapotal
- Las Palomas
- La Esperanza
- Javier Rojo Gómez
- Ejido Miguel Hidalgo
- Boca de Oro
- Colonia Benito Juárez
- Monterrosa
- El Progreso
- La Majahua
- Emiliano Zapata
- Fortuño y Potrero Largo
- El Arrozal
- La Guadalupe
- Los Laureles
- General Rodolfo Sánchez Taboada
- La Ceiba
- El Matadero
- Ignacio Allende Chico
- Cerro Pelón
- San José